# The Alan Bown Set
The Alan Bown Set was een Britse rockgroep onder leiding van de trompettist Alan Bown. De band was in de periode van 1964 tot 1972 actief.

## Geschiedenis

### Beginjaren (1963 - 1965)
Alan Bown dient eerst bij de National Service en vervolgens bij de Royal Air Force. Vervolgens speelde hij in allerlei bandjes, maar in die hoedanigheid trad hij wel op in de befaamde Star Club in Hamburg. In de vroege jaren zestig voegde de trompettist Alan Bown zich bij de in 1954 opgerichte beatgroep The John Barry Seven, ook wel bekend als JB7. Deze groep trad tijdens een Europese toer op als de begeleidingsband van zangeres Brenda Lee. In 1964 nam Bown de leiding over van John Barry om vervolgens de single "24 Hours Ago" op te nemen. Deze groep bestond destijds uit Bown, Terry Childs (baritonsaxofoon), Mike O'Neil (zang), Dave Green (tenorsaxofoon), Stan Haldane (basgitaar), Ernie Cox (drums) en Ron Menicos (gitaar). Later dat jaar ging de band uit elkaar toen oprichter John Barry besloot zijn aandacht te richten op een carrière als componist van filmmuziek.
Toen deze band in 1964 door John Barry werd opgeheven, besloot Bown met drie van de voormalige leden zijn eigen muziekgroep te vormen. Aanvankelijk was hij van plan om dit collectief ABC te noemen, een afkorting voor Alan Bown Community. Zijn manager raadde hem echter aan om The Alan Bown Set als naam te gebruiken. The Alan Bown Set werd in 1964 in Hamburg (Duitsland) opgericht door Alan Bown, Dave Green (saxofonist), Jeff Bannister (organist/zanger) en Stan Haldane (bassist). De groep bestond verder uit drummer Vic Sweeney en gitarist Pete Burgess. De muziek van the Alan Bown Set bestond in de eerste jaren na de oprichting vooral uit northern soul- en bluesmuziek, maar hun geluid ontwikkelde zich langzaam maar zeker via progressieve rock en jazzrock uiteindelijk richting psychedelische muziek.
The Alan Bown Set werd in 1965 door bassist en muziekproducent Tony Reeves (later Greenslade) ontdekt, en de groep tekende een contract bij Pye Records. Hun eerste single, "Can't Let Her Go" met als B-kant een cover van het door Curtis Mayfield geschreven nummer "I'm the One", leverde weinig succes op. Bown had "I'm the One" (voluit: "I'm the One Who Loves You") eerder ook gespeeld met the John Barry Seven.

### London Swings: Live at the Marquee Club(1966 - 1967)
Een jaar later vonden betrekkelijk veel personele veranderingen plaats. Dave Green werd in januari vervangen door saxofonist John Helliwell en een maand later voegde Jess Roden (later Jess Roden Band) zich bij de band als zanger. In november werd gitarist Pete Burgess vervangen door Tony Catchpole. In 1966 bracht de groep drie singles uit, waaronder "Emergency 999". Geen van deze singles bereikte de hitlijsten. De laatste plaat die the Alan Bown Set bij Pye Records uitbracht was een livealbum, genaamd London Swings: Live at the Marquee Club. Op de andere kant van de lp stond een registratie van een concert van Jimmy James & the Vagabonds. The Alan Bown Set trad in 1966 en 1967 geregeld op in de Marquee Club.
In het voorjaar van 1967 verzorgde the Alan Bown Set samen met Jacques Loussier de filmmuziek voor de Franse dramafilm Jeu De Massacre. Vanaf het najaar van 1967 veranderde the Alan Bown Set van een R&B-collectief in een meer psychedelische rockgroep.

### The Alan Bown! (1968 - 1972)
In september 1968 verscheen hun eerste studioalbum, Outward Bown, dat in het Verenigd Koninkrijk werd uitgebracht door Music Factory (onderdeel van MGM). Op dit album staat een cover van het door Bob Dylan geschreven nummer "All Along the Watchtower". In 1996 werd Outward Bown opnieuw uitgegeven met twee bonusnummers, "We Can Help You" en "Little Lesley". In 1968 tekende de groep onder de naam The Alan Bown! een contract bij Deram Records, waar zich destijds vooral progressieve rockbands bij aansloten.
In 1969 verscheen in de Verenigde Staten het derde album, The Alan Bown!. In deze periode werd Robert Palmer als zanger aangetrokken, ter vervanging van Jess Roden. Palmer werd op 19 januari 1949 als Robert Alan Palmer geboren, maar om verwarring met de bandleider te voorkomen nam hij Robert als roepnaam aan. Palmer verzorgde de vocalen op de Britse uitgave van het album The Alan Bown!.
De groep bracht in 1970 bij Island Records haar derde album uit, genaamd Listen. De zangpartijen van Palmer op dit album werden opnieuw opgenomen door zijn vervanger, Gordon Neville. Dit jazzrockalbum werd geproduceerd door saxofonist Mel Collins. Een jaar later verscheen Stretching Out, hun tweede album bij Island Records.
In 1971 veranderde de samenstelling van de groep nogmaals. Zo verliet Jeff Bannister in juli 1971 de band. In september van dat jaar werd bassist Andy Brown vervangen door Dougie Thomson, en in oktober werd Tony Catchpole vervangen door Derek Griffiths. The Alan Bown! ging eigenlijk in februari 1972 uit elkaar, maar Bown vormde een nieuwe groep voor een laatste serie optredens. Deze groep bestond uit Dave Lawson (keyboard, eerder Web en Samurai, later Greenslade), Tony Dangerfield (basgitaar/zang), Frank White (gitaar) en Alan Coulter (drums). In juli 1972 trad de band voor het laatst op.
In 2000 verscheen Emergency 999, een compilatie van de singles en enkele niet eerder uitgebrachte nummers.

### Epiloog
Na de laatste optredens met the Alan Bown Set speelde Bown in 1973 bij de progressieve-rockband Jonesy. Bij deze groep speelde hij onder meer trompet en bugel. Met Jonesy nam Bown de albums Growing en Keeping Up... op. Beide albums werden in 1973 uitgebracht. Later werd Bown door het Britse platenlabel CBS Records aangenomen als muziekproducent. In deze hoedanigheid zorgde hij ervoor dat bands als Mott the Hoople en Sailor een contract tekenden. Tegenwoordig leidt Bown zijn eigen platenlabel, Alan Bown Management, en een muziekstudio met Keith Mansfield.
Saxofonist John Helliwell en bassist Dougie Thomson zetten in de jaren zeventig hun muzikale carrière voort bij de progressieve artrockgroep Supertramp. Zanger Gordon Neville nam plaats in de begeleidingsband van Elton John. Jeff Bannister speelde in de jaren zeventig met the O Band (A Band Called O) en werkte in de jaren tachtig met Jack Green, de voormalige bassist van de glamrockband T. Rex, in diens gelijknamige band. Gitarist Tony Catchpole speelde in een orkest van de British Broadcasting Corporation en fungeerde in 1983 als gastmuzikant op het album XXV van The Shadows.
In 2007 schreef Bown in samenwerking met Jeff Bannister een biografie, genaamd The Alan Bown Set: Before & Beyond.

## Discografie
1966
- The Alan Bown Set (met Jimmy James & the Vagabonds) - London Swings: Live at the Marquee Club[16]

1967
- The Alan Bown Set & Jacques Loussier - Jeu de massacre

1968
- The Alan Bown Set - Outward Bown (VK)

1969
- The Alan Bown Set - The Alan Bown! (VS)

1970
- The Alan Bown Set - Listen

1971
- The Alan Bown Set - Stretching out

1985
- The Alan Bown! - Kick Me Out[17] (verzamelalbum)